# Adolf Haerens
Adolf Alfons Haerens (Deurle, 29 maart 1894 – Beernem, 11 juli 1977) was een Belgisch politicus en burgemeester van Petegem-aan-de-Leie.

## Loopbaan
Haerens volgde in 1936 Juliaan Filliers op als burgemeester van Petegem-aan-de Leie. Hij was de laatste burgemeester van de zelfstandige gemeente.
Tijdens de Tweede Wereldoorlog werd Petegem op 1 juli 1942 geannexeerd door zijn buur gemeente  Deinze en kreeg tot 1 oktober 1944 de naam ‘Petegem-Deinze’. Met Duitse steun werd de burgemeester van Deinze, Jozef Van Risseghem, opperburgemeester.
Oud-burgemeester Haerens overleed in 1977 op 83-jarige leeftijd.

## Onderscheidingen
- Burgerlijk ereteken 1e klas
- Ridder in de Orde van Leopold II (8 april 1952)[4]
- Kruis van Ridder in de Kroonoode

## Trivia
De Petegemse gemeentesecretaris en latere Deinse burgemeester Ernest Van De Wiele was de schoonzoon van Adolf Haerens.